# Svartstjärtad myjob
Svartstjärtad myjob (Myiobius atricaudus) är en fågel bland tättingarna i familjen krontyranner.

## Utbredning och systematik
Svartstjärtad myjob delas in i sju underarter med följande utbredning:
- atricaudus-gruppen
  - Myiobius atricaudus atricaudus – förekommer från tropiska sydvästra Costa Rica till Panama och västra Colombia
  - Myiobius atricaudus portovelae – förekommer i västra Ecuador och nordvästligaste Peru (Tumbes)
  - Myiobius atricaudus modestus – förekommer i östra Venezuela (norra Bolívar)
  - Myiobius atricaudus adjacens – förekommer från södra Colombia (Putumayo) till östra Ecuador, östra Peru och västra Brasilien
  - Myiobius atricaudus connectens – förekommer i nordöstra Brasilien (Rio Tapajós till norra Maranhão)
  - Myiobius atricaudus snethlagei – förekommer i nordöstra Brasilien (Maranhão, Piauí, Ceará och västra Bahia till sydöstra Goiás)
- Myiobius atricaudus ridgwayi – förekommer i sydöstra Brasilien (Espírito Santa och södra Minas Gerais till nordöstra Paraná)

### Familjetillhörighet
Arten behandlades tidigare som en medlem av familjen tyranner (Tyrannidae). DNA-studier visade initialt att släktet Myiobius liksom de tidigare tyrannerna i Onychorhynchus och Terenotriccus snarare stod närmare tityrorna (Tityridae), varvid flera taxonomiska auktoriteter flyttade dem dit, tillsammans med enigmatiska vassnäbben. Resultat från senare genetiska studier visar dock att de snarare utgör en avlägsen systergrupp till tyrannerna. Författarna till denna studie rekommenderade att de istället bör placeras i en egen familj, Onychorhynchidae. 2025 tilldelades familjen namnet krontyranner av Birdlife Sveriges taxonomikommitté.

## Status och hot
Arten har ett stort utbredningsområde, men tros minska i antal, dock inte tillräckligt kraftigt för att den ska betraktas som hotad. Internationella naturvårdsunionen IUCN listar arten som livskraftig (LC). Beståndet uppskattas till i storleksordningen en halv miljon till fem miljoner vuxna individer.

## Namn
Myjob är en försvenskning av det vetenskapliga släktesnamnet Myiobius som betyder "lever med/bland/av flugor".